# Friedrich Bergmann (Jurist)
Friedrich Bergmann (* 18. April 1891 in Braunschweig; † 11. April 1945 in Riddagshausen) war ein deutscher Jurist und als Kreisdirektor in Holzminden, Blankenburg (Harz) und Braunschweig tätig.

## Leben
Er war der Sohn des Oberstudiendirektors und Professors Ernst Bergmann. Nach dem Besuch der Bürgerschule in Braunschweig ging er an ein dortiges Gymnasium. Anschließend studierte Bergmann an der Universität Göttingen, wechselte dann nach München, Berlin und Erlangen, wo er zum Dr. jur. promoviert wurde. Am Ersten Weltkrieg nahm er aktiv teil und wurde verwundet.
1922 wurde er Regierungsrat und Vorstandsmitglied der Landesversicherungsanstalt Braunschweig. 1924 wurde er Hilfsarbeiter im Braunschweigischen Staats-Ministerium und ein Jahr später Leiter des Braunschweigischen Landesfürsorge- und Jugend-Amtes. 1931 erfolgte seine Beförderung zum Kreisdirektor von Holzminden. Zum 1. Mai 1933 trat er der NSDAP bei (Mitgliedsnummer 2.613.604). 1934 wurde er als Kreisdirektor in das braunschweigische Blankenburg im Harz versetzt. Nach vier Jahren Tätigkeit dort, wechselte Bergmann zurück nach Braunschweig, wo er bis zum Ende des Zweiten Weltkrieges 1945 als Kreisdirektor tätig war. Bergmann war zudem Mitglied des Nationalsozialistischen Rechtswahrerbundes (BNSDJ).

## Ermordung Bergmanns und juristisches Nachspiel
Berthold Heilig, NSDAP-Kreisleiter von Braunschweig, hatte Bergmann kurz vor der Übergabe der Stadt Braunschweig, den Befehl erteilt, im Landkreis Braunschweig alle Brücken über die Oker und den Mittellandkanal sowie die Autobahnbrücken sprengen zu lassen. Bergmann verweigerte die Ausführung des Befehls jedoch, sondern versuchte Suizid durch Aufschneiden der Pulsader zu begehen, was aber fehlschlug.
Bergmann wurde schwer verletzt gefunden. Sein Fahrer wollte ihn in das Krankenhaus Celler Straße bringen, was Heilig aber mit den Worten „Das mache ich.“ untersagte. Er befahl daraufhin Paul Wollmann mit den Worten „Ich verurteile ihn zum Tode. Fahren Sie mit ihm irgendwohin vor die Stadt und erschießen Sie ihn.“, Bergmann zu töten. Wollmann nahm die beiden SA-Leute Karl Scheil und Alwin Glindemann mit. Die drei fuhren umgehend mit dem noch lebenden, aber bewusstlosen Bergmann zum Kreuzteich in Riddagshausen, wo Wollmann Bergmann mit einem Karabiner von hinten in den Kopf schoss. Anschließend steckte ihm Scheil, wie mit Heilig zuvor besprochen, einen Zettel mit der Aufschrift „Der Wehrwolf“ in einen seiner Schuhe. Am selben Tag wurde Bergmanns Leiche, sowie auch die seines 19-jährigen Sohnes Andreas im Theaterpark ermordet aufgefunden.
Wegen des „Todesurteils“ an Friedrich Bergmann, wurde Berthold Heilig nach dem Krieg vom Landgericht Braunschweig am 12. Juni 1947 selbst zum Tode verurteilt. Der Oberste Gerichtshof für die Britische Besatzungszone in Köln bestätigte dieses Urteil am 28. September 1948. Heilig konnte sich aber der Hinrichtung mittels einer Rattenlinie für NS-Verbrecher entziehen und floh nach Argentinien, wo er sich am 7. November 1978 das Leben nahm, indem er in der 10. Etage eines Hotels aus dem Fenster sprang.

## Ehrungen
- Eisernes Kreuz II. Klasse
- Verwundetenabzeichen in Schwarz
- Braunschweigisches Kriegsverdienstkreuz